# Stelios Haji-Ioannou

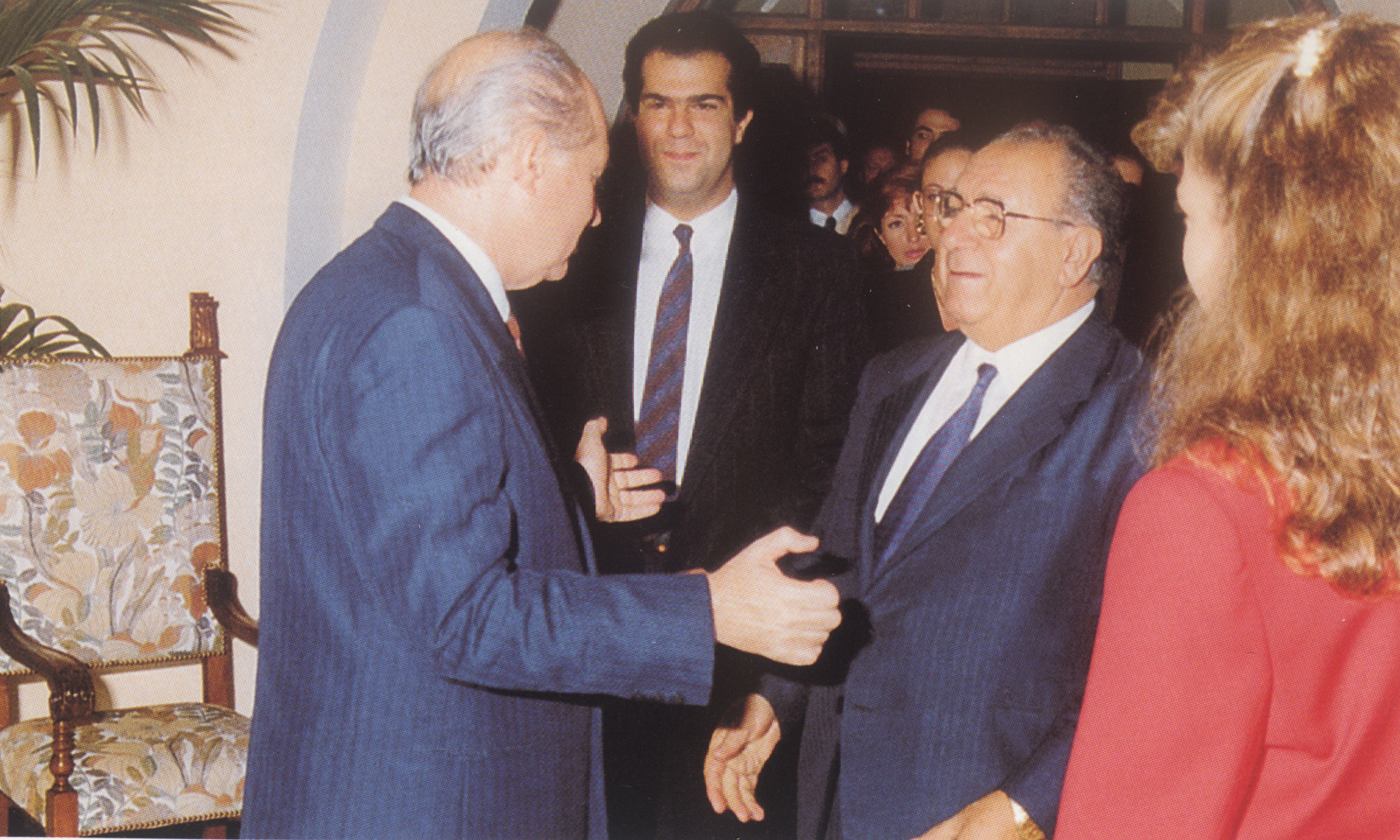
Stelios Haji-Ioannou (tweede van links) in 1989

Stelios Haji-Ioannou (Grieks: Στέλιος Χατζηιωάννου, Stélios Chatziioánnou) (Athene, 14 februari 1967) is een Griekse ondernemer, van Grieks-Cypriotische komaf.
Stelios Haji-Ioannou is oprichter van de easyGroup en is voornamelijk bekend geworden als mede-eigenaar van easyJet, een bekende low-budgetluchtvaartmaatschappij.
EasyJet werd in 1995 opgericht. Stelios Haji-Ioannou was toen 28 jaar. In 2000 ging het bedrijf naar de beurs en trok hij zich terug uit het bestuur om zich te concentreren op alle activiteiten van zijn easyGroup. In 2006 werd hij geridderd voor zijn ondernemerschap en kreeg de titel Sir Stelios Haji-Ioannou.